# Calliostoma
Calliostoma là một chi ốc biển nhỏ, là động vật thân mềm chân bụng sống ở biển trong họ Calliostomatidae.

## Các loài
Một số loài trong chi này như:
- Calliostoma aculeatum G.B. Sowerby III, 1912
- Calliostoma adelae Schwengel, 1951
- Calliostoma admirandum E.A. Smith, 1906
- Calliostoma adspersum (Philippi, 1851)
- Calliostoma aequisculptum Carpenter, 1865
- Calliostoma africanum Bartsch, 1915
- Calliostoma akoya Kuroda in Ikebe, 1942
- Calliostoma alboregium Azuma, 1961
- Calliostoma alisi Marshall, 1995
- Calliostoma allporti (Tenison-Woods, 1876)
- Calliostoma altena Knudsen, 1970
- Calliostoma alternum Quinn, 1992
- Calliostoma amamiense (Sakurai, 1994)
- Calliostoma anderssoni Strebel, 1908
- Calliostoma angolense Boyer, 2006
- Calliostoma annulatum (Lightfoot, 1786)
- Calliostoma anseeuwi Poppe, Tagaro & Dekker, 2006
- Calliostoma antipodense Marshall, 1995
- Calliostoma antonii (Koch in Philippi, 1843)
- Calliostoma apicinum Dall, 1881
- Calliostoma aporia Vilvens, 2009
- Calliostoma aprosceptum Vilvens, 2009
- Calliostoma argentum Quinn, 1992
- Calliostoma arx Vilvens, 2005
- Calliostoma atlantis Clench & Aguayo, 1940
- Calliostoma aulicum Quinn, 1992
- Calliostoma aupourianum Marshall, 1995
- Calliostoma aurora Dall, 1888
- Calliostoma axelolssoni Quinn, 1992
- Calliostoma babelicum (Habe, 1961)
- Calliostoma bairdii Verrill & Smith, 1880
- Calliostoma barbouri Clench & Aguayo, 1946
- Calliostoma belauense Okutani & Kurata, 1998
- Calliostoma bellatrix Willan, 2002
- Calliostoma benedicti Dall, 1889
- Calliostoma benthicola (Dell, 1950)
- Calliostoma bermudense Quinn, 1992
- Calliostoma bernardi J. H. McLean, 1984
- Calliostoma bigelowi Clench & Aguayo, 1938
- Calliostoma blacki (Powell, 1950)
- Calliostoma bonita Strong, Hanna & Hertlein, 1933
- Calliostoma boucheti Marshall, 1995
- Calliostoma brunneopictum Quinn, 1992
- Calliostoma brunneum (Dall, 1881)
- Calliostoma bullisi Clench & Turner, 1960
- Calliostoma canaliculatum (Sasao & Habe, 1973) (double entry)
- Calliostoma canaliculatum (Lightfoot, 1786)
- Calliostoma carcellesi Clench & Aguayo, 1940
- Calliostoma caroli (Dautzenberg, 1927)
- Calliostoma cheni (Dong, 2002)
- Calliostoma chesterfieldense Marshall, 1995
- Calliostoma chinoi Poppe, Tagaro & Dekker, 2006
- Calliostoma chlorum Vilvens, 2005
- Calliostoma chuni (Martens, 1903)
- Calliostoma cinctellum Dall, 1889
- Calliostoma circumcinctum Dall, 1881
- Calliostoma circus Barnard, 1969
- Calliostoma cleopatra (Locard, 1896)
- Calliostoma cnidophilum Quinn, 1992
- Calliostoma cochlias Vilvens, 2009
- Calliostoma columnarium Hedley & May, 1908
- Calliostoma comptum A. Adams, 1855
- Calliostoma consimile (E. A. Smith, 1881)
- Calliostoma consobrinum (Powell, 1958)
- Calliostoma consors (Lischke, 1872)
- Calliostoma conulus (Linnaeus, 1758)
- Calliostoma coppingeri (E. A. Smith, 1880)
- Calliostoma coronatum Quinn, 1992
- Calliostoma crassicostatum Schepman, 1908
- Calliostoma cristatum Marshall, 1995
- Calliostoma crossleyae E. A. Smith, 1910
- Calliostoma cubense Quinn, 1992
- Calliostoma debile Quinn, 1992
- Calliostoma decipiens (Guppy, 1867)
- Calliostoma dedonderi Vilvens, 2000
- Calliostoma dentatum Quinn, 1992
- Calliostoma depictum Dall, 1927
- Calliostoma diadematum Marshall, 1995
- Calliostoma diaphoros Vilvens, 2009
- Calliostoma doncorni Kay, 1979
- Calliostoma duricastellum Melvill, 1898
- Calliostoma echinatum Dall, 1881
- Calliostoma elegantulum (A. Adams, 1853)
- Calliostoma eminens Marshall, 1995
- Calliostoma emmanueli Vilvens, 2000
- Calliostoma euglyptum (A. Adams, 1855)
- Calliostoma eximium (Reeve, 1843)
- Calliostoma fascinans Schwengel & McGinty, 1942
- Calliostoma fernandesi Rolán & Monteiro, 2006
- Calliostoma fernandezi Princz, 1978
- Calliostoma filiareginae (Sakurai, 1994)
- Calliostoma fonki (Philippi, 1860)
- Calliostoma formosense E.A. Smith, 1907
- Calliostoma foveauxanum (Dell, 1950)
- Calliostoma fragum (Philippi, 1848)
- Calliostoma frumari García, 2007
- Calliostoma fucosum Quinn, 1992
- Calliostoma funiculare Melvill, 1906
- Calliostoma funiculatum Ardovini, 2011
- Calliostoma galea (Sakurai, 1994)
- Calliostoma gavaldoni Vilvens, 2009
- Calliostoma gemmosum (Reeve, 1842)
- Calliostoma gemmulatum Carpenter, 1864
- Calliostoma gendalli Marshall, 1979
- Calliostoma gibbsorum Marshall, 1995
- Calliostoma gloriosum Dall, 1871
- Calliostoma gordanum McLean, 1970
- Calliostoma granti (Powell, 1931)
- Calliostoma granulatum (Born, 1778)
- Calliostoma grimaldii (Dautzenberg &H. Fischer, 1896)
- Calliostoma grohi Stratmann & Stahlschmidt, 2007
- Calliostoma gualterianum (Philippi, 1848)
- Calliostoma gubbiolii Nofroni, 1984
- Calliostoma guesti Quinn, 1992
- Calliostoma guphili Poppe, 2004
- Calliostoma hajimeanum Yoshida, 1948
- Calliostoma haliarchus (Melvill, 1889)
- Calliostoma halibrectum Dall, 1927
- Calliostoma hassler Clench & Aguayo, 1939
- Calliostoma hayamanum (Kuroda & Habe, 1971 in Kuroda, Habe & Oyama, 1971)
- Calliostoma hayashii Shikama, 1977
- Calliostoma hedleyi Pritchard & Gatliff, 1902
- Calliostoma hematomenon Vilvens, 2014
- Calliostoma hendersoni Dall, 1927
- Calliostoma herberti Vilvens, 2014
- Calliostoma hernandezi Rubio & Gubbioli, 1993
- Calliostoma heros Marshall, 1995
- Calliostoma heugteni Vilvens & Swinnen, 2003
- Calliostoma hexalyssion Vilvens, 2009
- Calliostoma hilare Quinn, 1992
- Calliostoma hirondellei (Dautzenberg & H. Fischer, 1896)
- Calliostoma hirtum Quinn, 1992
- Calliostoma houarti Vilvens, 2000
- Calliostoma houbricki Marshall, 1995
- Calliostoma imperiale Kosuge, 1979
- Calliostoma incertum (Reeve, 1863)
- Calliostoma indiana Dall, 1889
- Calliostoma insignis Olsson, 1971
- Calliostoma interruptus (Wood, 1828)
- Calliostoma iridescens G.B. Sowerby III, 1903
- Calliostoma iridium Dall, 1896
- Calliostoma iris (Kuroda & Habe in Habe, 1961)
- Calliostoma irisans Strebel, 1905
- Calliostoma iwamotoi Ikebe, 1942
- Calliostoma iwaotakii (Azuma, 1961)
- Calliostoma jackelynae Bozzetti, 1997
- Calliostoma jacquelinae McLean, 1970
- Calliostoma jamiesoni Marshall, 1995
- Calliostoma javanicum (Lamarck, 1822)
- Calliostoma jeanneae Clench & Turner, 1960
- Calliostoma joanneae Olsson, 1971
- Calliostoma jucundum (Gould, 1849)
- Calliostoma jujubinum (Gmelin, 1791)
- Calliostoma kampsa Dall, 1927
- Calliostoma kanakorum Marshall, 2001
- Calliostoma katherina (Iredale, 1936)
- Calliostoma katoi (Sakurai, 1994)
- Calliostoma katsunakamai Kosuge, 1998
- Calliostoma keenae McLean, 1970
- Calliostoma kiiense Ikebe, 1942
- Calliostoma kochi Pallary, 1902
- Calliostoma koma (Shikama & Habe, 1965)
- Calliostoma kurodai (Azuma, 1975)
- Calliostoma laugieri (Payraudeau, 1826)
- Calliostoma layardi Sowerby III, 1897
- Calliostoma leanum (C. B. Adams, 1852)
- Calliostoma legrandi (Tenison-Woods, 1876)
- Calliostoma lepton Vilvens, 2012
- Calliostoma leptophyma (Dautzenberg & H. Fischer, 1896)
- Calliostoma levibasis (Kuroda & Habe, 1971 in Kuroda, Habe & Oyama)
- Calliostoma ligatum (Gould, 1849)
- Calliostoma lithocolletum (Dautzenberg, 1925)
- Calliostoma lividum Dautzenberg, 1927
- Calliostoma madagascarense Vilvens, Nolf & Verstraeten, 2004
- Calliostoma madatechnema Vilvens, 2014
- Calliostoma magaldii Caldini & Prado, 1998
- Calliostoma malaita Vilvens, 2009
- Calliostoma manesol Huang & Fu, 2015
- Calliostoma margaritissimum (Habe & Okutani, 1968)
- Calliostoma mariae Poppe, Tagaro & Dekker, 2006
- Calliostoma marionae Dall, 1906
- Calliostoma marisflavi Huang & Fu, 2015
- Calliostoma marshalli Lowe, 1935
- Calliostoma maui Marshall, 1995
- Calliostoma mcleani Shasky & Campbell, 1964
- Calliostoma megaloprepes (Tomlin, 1948)
- Calliostoma metabolicum Vilvens, 2005
- Calliostoma metivieri Marshall, 1995
- Calliostoma mikikoae (Kosuge & Oh-Ishi, 1970)
- Calliostoma militare Ihering, 1907
- Calliostoma milneedwardsi (Locard, 1898)
- Calliostoma modestulum Strebel, 1908
- Calliostoma moebiusi Strebel, 1905
- Calliostoma monikae Stratmann & Schwabe, 2007
- Calliostoma moscatellii Quinn, 1992
- Calliostoma multiliratum (Sowerby II, 1875)
- Calliostoma muriellae Vilvens, 2001
- Calliostoma nakamigawai (Sakurai, 1994)
- Calliostoma nanshaense Dong, 2002
- Calliostoma necopinatum Marshall, 1995
- Calliostoma nepheloide Dall, 1913
- Calliostoma nobile (Hirase, 1922)
- Calliostoma nordenskjoldi Strebel, 1908
- Calliostoma normani (Dautzenberg & H. Fischer, 1897)
- Calliostoma nudiusculum (Martens, 1881)
- † Calliostoma nodulosum Solander, 1766 [3]
- Calliostoma nudum (Philippi, 1845)
- Calliostoma obesulum (Locard, 1898)
- Calliostoma occidentale (Mighels & C. B. Adams, 1842)
- Calliostoma ocellatum (Reeve, 1863)
- Calliostoma opalinum (Kuroda & Habe in Kuroda, Habe & Oyama, 1971)
- Calliostoma oregon Clench & Turner, 1960
- Calliostoma orion Dall, 1889
- Calliostoma ornatum (Lamarck, 1822)
- Calliostoma osbornei Powell, 1926
- Calliostoma otukai Ikebe, 1942
- Calliostoma palmeri Dall, 1871
- Calliostoma paradigmatum Marshall, 1995
- Calliostoma parvajuba Vilvens, 2014
- Calliostoma paucicostatum Kosuge, 1984
- Calliostoma pellucidum (Valenciennes, 1846)
- Calliostoma penniketi Marshall, 1995
- Calliostoma peregrinum Marshall, 1995
- Calliostoma perfragile G.B. Sowerby III, 1903
- Calliostoma periglyptum Marshall, 1995
- Calliostoma pertinax Marshall, 1995
- Calliostoma philippei Poppe, 2004
- Calliostoma picturatum (A. Adams, 1851)
- Calliostoma platinum Dall, 1890
- Calliostoma poppei Vilvens, 2000
- Calliostoma poupineli (Montrouzier in Souverbie & Montrouzier, 1875)
- Calliostoma problematicum (Kuroda & Habe in Kuroda, Habe & Oyama, 1971)
- Calliostoma psyche Dall, 1888
- Calliostoma pulchrum (C. B. Adams, 1850)
- Calliostoma punctulatum (Martyn, 1784)
- Calliostoma purpureum Quinn, 1992
- Calliostoma pyrron Vilvens, 2014
- Calliostoma quadricolor Schepman, 1908
- Calliostoma regale Marshall, 1995
- Calliostoma rema Strong, Hanna & Hertlein, 1933
- Calliostoma richeri Marshall, 1995
- Calliostoma roseolum Dall, 1881
- Calliostoma rosewateri Clench & Turner, 1960
- Calliostoma rota Quinn, 1992
- Calliostoma rubroscalptum Lee & Wu, 1998
- Calliostoma rude Quinn, 1992
- Calliostoma rufomaculatum Schepman, 1908
- Calliostoma sagamiensis (Ishida & Uchida, 1977)
- Calliostoma sakashitai (Sakurai, 1994)
- Calliostoma sanjaimense McLean, 1970
- Calliostoma santacruzanum McLean, 1970
- Calliostoma sapidum Dall, 1881
- Calliostoma sarcodum Dall, 1927
- Calliostoma sayanum Dall, 1889
- Calliostoma scalenum Quinn, 1992
- Calliostoma schroederi Clench & Aguayo, 1938
- Calliostoma scobinatum (A. Adams in Reeve, 1863)
- Calliostoma scotti Kilburn, 1973
- Calliostoma scurra Quinn, 1992
- Calliostoma selectum (Dillwyn, 1817)
- Calliostoma semisuave Quinn, 1992
- Calliostoma serratulum Quinn, 1992
- Calliostoma shinagawaense (Tokunaga, 1906)
- Calliostoma simodense Ikebe, 1942
- Calliostoma simplex Schepman, 1908
- Calliostoma simulans Marshall, 1994
- Calliostoma soyoae Ikebe, 1942
- Calliostoma spectabile (A. Adams, 1855)
- Calliostoma splendens Carpenter, 1864
- Calliostoma springeri (Clench & Turner, 1960)
- Calliostoma stirophorum (Watson, 1879)
- Calliostoma strobilos Vilvens, 2005
- Calliostoma subalboroseum Vilvens, 2014
- Calliostoma sublaeve E.A. Smith, 1895
- Calliostoma suduirauti Bozzetti, 1997
- Calliostoma sugitanii (Sakurai, 1994)
- Calliostoma supragranosum Carpenter, 1864
- Calliostoma swinneni Poppe, Tagaro & Dekker, 2006
- Calliostoma syungokannoi Kosuge, 1998
- Calliostoma takaseanum (Okutani, 1972)
- Calliostoma takujii Kosuge, 1986
- Calliostoma tampaense (Conrad, 1846)
- Calliostoma tenebrosum Quinn, 1992
- Calliostoma textor Vilvens, 2014
- Calliostoma thachi Alf & Stratmann, 2007
- Calliostoma thrincoma Melvill & Standen, 1903
- Calliostoma ticaonicum (A. Adams, 1851)
- Calliostoma tigris (Gmelin, 1791)
- Calliostoma titanium McLean, 1984
- Calliostoma tittarium Dall, 1927
- Calliostoma tornatum (Röding, 1798)
- Calliostoma torrei Clench & Aguayo, 1940
- Calliostoma tosaense (Kuroda & Habe in Habe, 1961)
- Calliostoma toshiharui Kosuge, 1997
- Calliostoma trachystum Dall, 1927
- Calliostoma tranquebaricum (Röding, 1798)
- Calliostoma tricolor Gabb, 1865
- Calliostoma tropis Vilvens, 2009
- Calliostoma trotini Poppe, Tagaro & Dekker, 2006
- Calliostoma tsuchiyai (Kuroda & Habe in Kuroda, Habe & Oyama, 1971)
- Calliostoma tumidosolidum Vilvens, 2014
- Calliostoma tupinamba Dornellas, 2012
- Calliostoma turbinum Dall, 1896
- Calliostoma turnerarum (Powell, 1964)
- Calliostoma unicum (Dunker, 1860)
- Calliostoma uranipponense (Okutani, 1969)
- Calliostoma variegatum Carpenter, 1864
- Calliostoma vaubani Marshall, 1995
- Calliostoma veleroae McLean, 1970
- Calliostoma venustum (Dunker, 1871)
- Calliostoma vicdani Kosuge, 1984
- Calliostoma vilvensi Poppe, 2004
- Calliostoma vinosum Quinn, 1992
- Calliostoma virescens Coen, 1933
- Calliostoma virgo Schepman, 1908
- Calliostoma viscardii Quinn, 1992
- Calliostoma waikanae Oliver, 1926
- Calliostoma xanthos Marshall, 1995
- Calliostoma xylocinnamomum Vilvens, 2005
- Calliostoma yucatecanum Dall, 1881
- Calliostoma zietzi Verco, 1905
- Calliostoma zizyphinum (Linnaeus, 1758)

## Hình ảnh

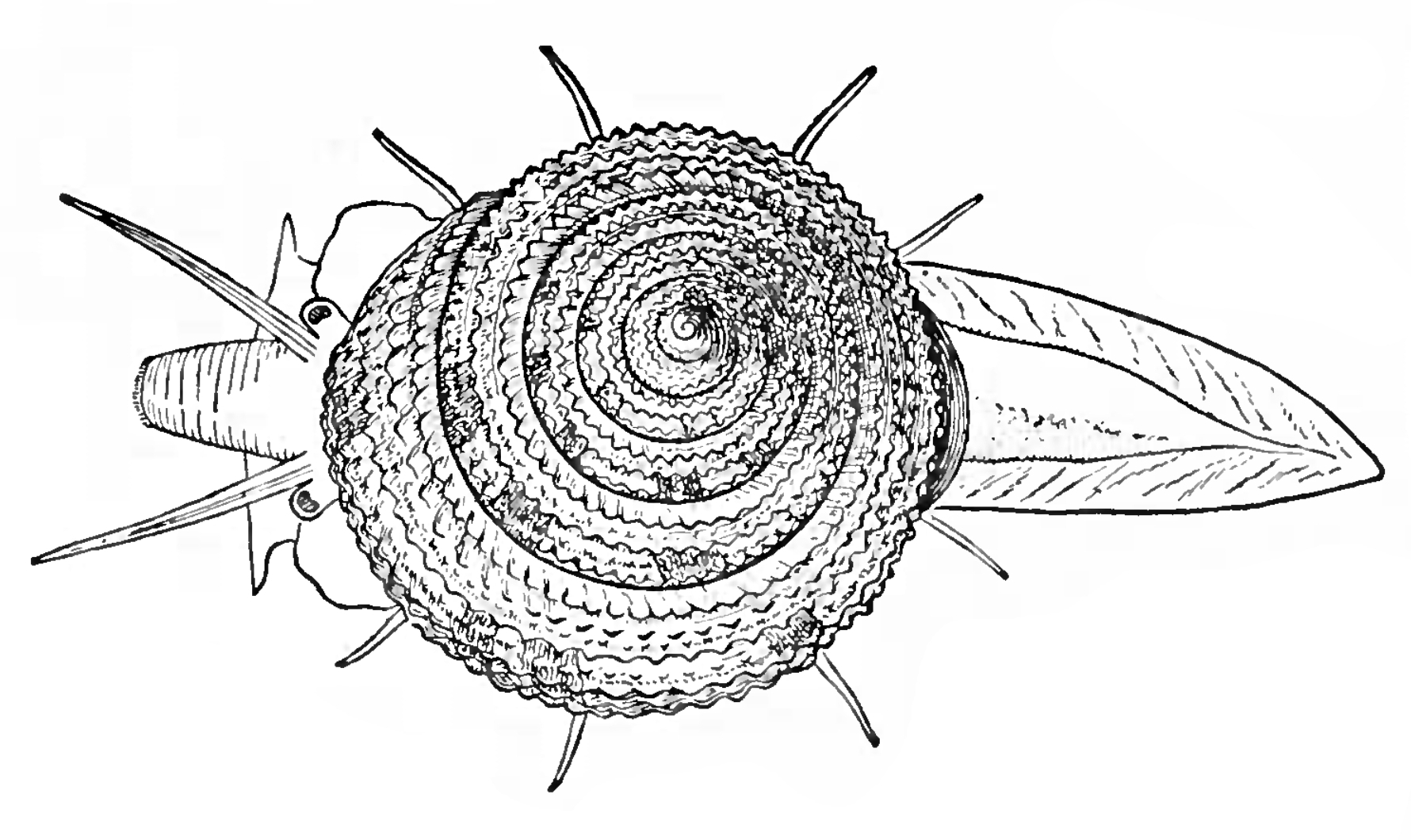
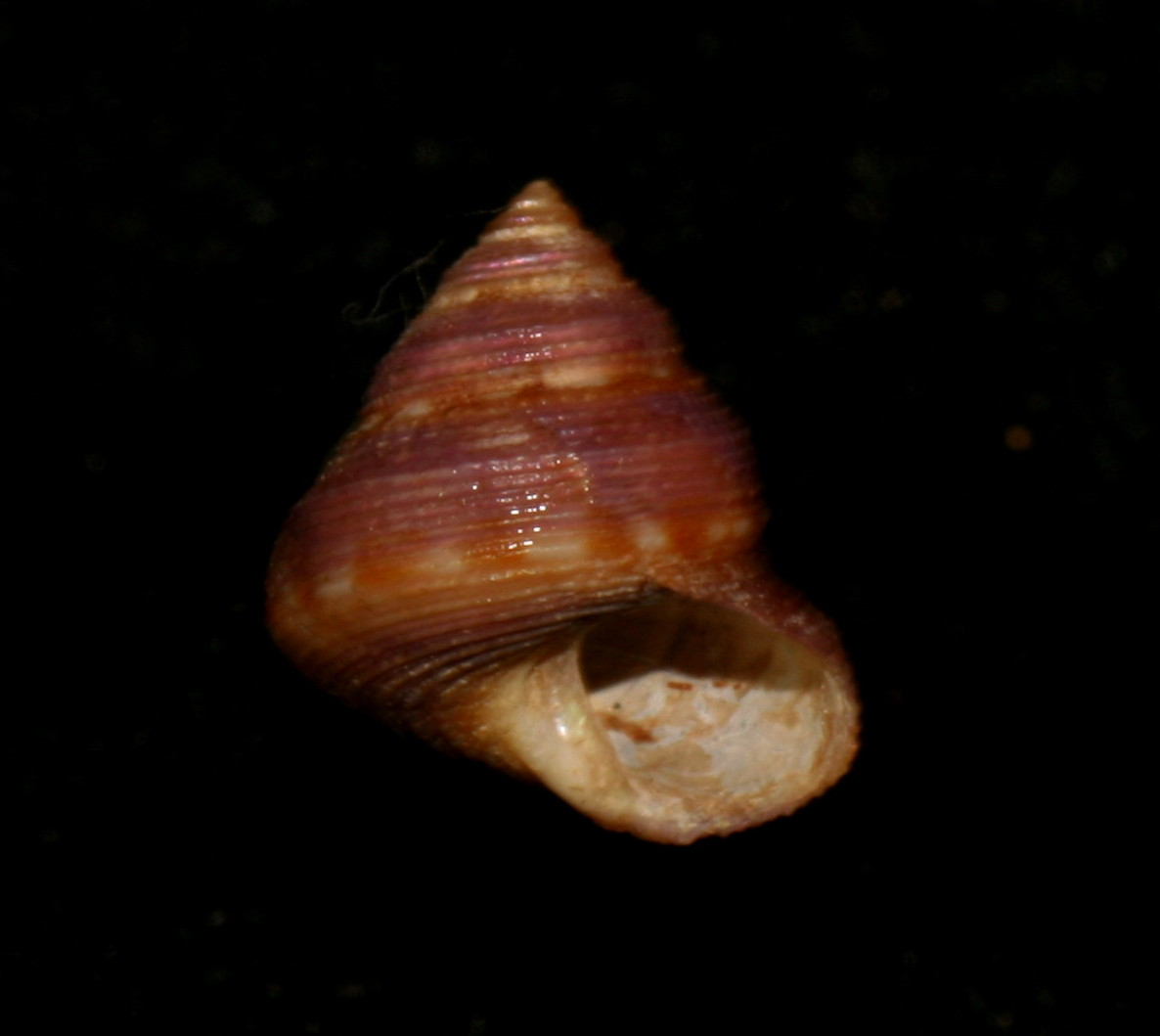